# Сент-Огастин
Сент-О́гастин (англ. St. Augustine, испанское название Сан-Агусти́н, исп. San Agustín) — старейший из ныне существующих городов США, административный центр округа Сент-Джонс на атлантическом побережье в северо-восточной части штата Флорида.
Расположен в 61 км к югу от Джэксонвилла. Из Сент-Огастина начинается «межатлантический водный путь».
Население 14 390 жителей (2014).

## История
В 1513 году на месте, где ныне стоит город, высадился в поисках овеянного легендами источника молодости спутник Колумба — Хуан Понсе де Леон. Он нарёк эту землю Флоридой и объявил её владением испанской короны. В 1564 году устье реки Сент-Джонс привлекло внимание французов, которые основали здесь форт Каролину. Для вытеснения конкурентов на следующий год в эти края был направлен испанский адмирал Педро Менендес де Авилес. Прибыв к месту назначения в день св. Августина, Менендес разорил французскую колонию и 8 сентября 1565 г. заложил рядом форт св. Августина (Сан-Агустин)
С обострением соперничества испанцев с англичанами первые укрепили Сан-Агустин путём возведения массивной мрачной крепости св. Марка (1672). Теперь это памятник общенационального значения — старейшая каменная твердыня на американской территории. Среди многочисленных нападений англичан на Сан-Агустин особенно знамениты ограбление, совершённое в XVI веке сэром Фрэнсисом Дрейком, и осада Сан-Агустина основателем колонии Джорджия Джеймсом Оглторпом. В 1763 году англичане наконец овладели крепостью св. Марка и удерживали её в течение 20 лет. Во время Американской войны за независимость со всей Америки сюда стекались сторонники короля Георга. В 1819 году Сан-Агустин, в английском произношении Сент-Огастин, отошёл к США и крепость была превращена в тюрьму для содержания пленных семинолов, здесь же был заточён их вождь Оцеола.
В настоящее время город живёт за счёт туризма. Памятники колониальной архитектуры были частью отреставрированы, частью выстроены заново под старину. Среди прочих достопримечательностей выделяются католический собор (1793—1797), «самый старый дом», «самая старая школа», маяк 1824 года и ферма аллигаторов, основанная в 1893 году.